# به او بگو
به او بگو (به انگلیسی: Tell Him) یک دوئت یا ترانه دو نفری اجرا شده توسط باربارا استرایسند و سلین دیون است. این ترانه در تاریخ سوم نوامبر سال ۱۹۹۷، به عنوان نخستین تک آهنگ از آلبوم بگذارید از عشق سخن بگویم (از آلبوم‌های دیون) و آلبوم سرزمین رفیع (از آلبوم‌های استرایسند)، انتشار یافت.
در ۲۴ مارس سال ۱۹۹۷، سلین دیون تبدیل به اولین هنرمندی شد که تاکنون دو بار در شب اهدای جوایز اسکار، ترانه اجرا کرده‌است. در این شب، وی افزون بر اجرای ترانهٔ چون تو عاشقم بودی، ترانهٔ من بالاخره یکی رو پیدا کردم را نیز، اجرا کرد. ترانه‌هایی که [هر دو] مربوط به فیلم آینه دو چهره دارد، بودند و بوسیلهٔ باربارا استرایسند و برایان آدامز ضبط شده بودند. استرایسند ترجیح داده بود که در آن شب خاص، این برنامه را اجرا نکند و قرار بود که به جای او، ناتالی کول این ترانه را بخواند. اما کول از این اجرا خودداری نمود و دو روز قبل از شب اسکار، از سلین دیون درخواست شد که اگر می‌تواند این کار را به انجام برساند. سلن دیون این درخواست را پذیرفت و گرچه اجرای او در آن شب اندکی مضطربانه بود، اما یالاخره توانست که از پس این اجرا برآید.
چند روز بعد، استرایسند یک دسته گل به همراه یک یادداشت برای دیون فرستاد و در آن نوشت: «من پس از اجرای شما، نوار آن را تماشا کردم، شما ترانهٔ مرا بسیار زیبا خواندید و من متاسفم که در موقع اجرای شما در تالار حضور نداشتم تا صدایتان را بشنوم، اجازه بدهید که دفعهٔ بعد، به اتفاق یکدیگر این ترانه را اجرا کنیم. من واقعاً آرزو می‌کنم که ترانهٔ شما برنده شود، شما خوانندهٔ عالی و فوق‌العاده‌ای هستید.» این یادداشت البته بی‌پاسخ باقی نماند و رنه آنژلی از دیوید فاستر خواست که ترانه‌ای برای آنها بنویسد که نتیجهٔ آن ترانهٔ «به او بگو» بود.
در روز ۷ اکتبر سال ۱۹۹۷، ترانهٔ «به او بگو» شاهد نخستین اجرای خود، بر روی امواج رادیویی ایالات متحده بود. با این حال این دوئت یا اجرای دونفری از جانب ایستگاه‌های رادیویی رشدنایافتهٔ معاصر پذیرفته نشد. حتی با وجود اینکه این ترانه، موفقیتی بزرگ در عرصهٔ موسیقی بالغ معاصر محسوب می‌شد، کمپانی موسیقی و سرگرمی سونی میوزیک نسبت به لغو انتشار منفرد این اثر در ایالات متحده اقدام نمود، چرا که این اثر هنری، به اندازهٔ کافی از پشتیبانی گسترده‌ای که بتواند این آهنگ را در صدر فهرست آهنگهای روز قرار دهد، برخوردار نبود. با این حال، «به او بگو» در خارج از ایالات متحده با موفقیت عمده‌ای مواجه شد.
موزیک ویدئوی این اثر توسط اسکات فلوید لوچموس کارگردانی شد و در روز ۲۴ اکتبر سال ۱۹۹۷ در شبکهٔ تلویزیونی VH۱ به نمایش درآمد. موزیک ویدئوی این آهنگ همچنین به عنوان هدیهٔ رایگان، در دی وی دی مربوط به فیلم گنجانده شد.
«به او بگو»، در هلند و ایرلند رتبهٔ دوم، در بلژیک، اروپا، فرانسه و بریتانیا رتبهٔ سوم، و در ایتالیا و سوئیس رتبهٔ چهارم را کسب نمود و در بسیاری از کشورهای دیگر نیز، جزو ۱۰ آهنگ برتر قرار گرفت. تک‌آهنگ این ترانه در سراسر جهان از فروش بسیار خوبی برخوردار بود و از جمله در هلند با فروش ۷۵۰۰۰ نسخه و در بلژیک با فروش ۵۰۰۰۰ تا، موفق به دریافت نشان برنز و در انگلستان و فرانسه، هریک با فروش ۴۰۰۰۰۰ نسخه، در استرالیا با فروش ۳۵۰۰۰، و در سوئیس با فروش ۲۵۰۰۰ و در نروژ با فروش ۱۰۰۰۰ نسخه، به دریافت جایزهٔ طلایی مفتخر گردید.
«به او بگویید» در سال ۱۹۹۸، برای دریافت جایزه گرمی که همه ساله به بهترین آثار پاپ اعطا می‌شود، نامزد دریافت جایزه بود.
سلین دیون این ترانه را به صورت یک دوئت (آواز دو نفری) مجازی، همراه با باربارا استرایسند در طی توری که جهت آلبوم اجازه بدهید از عشق سخن بگویم نیز، اجرا نمود.
«به او بگو»، بعدها جزئی از مجموعه آهنگهای تلفیقی هر دو هنرمند قرار گرفت. مجموعه‌هایی که عبارت بودند از: مجموعه آثار سلن دیون، جلد یک و آهنگ‌های اصلی باربارا استرایسند. همچنین در سال ۲۰۰۸، این ترانه بعنوان بخشی از بزرگترین موفقیت‌های دیون، در مجموعه‌ای که تحت عنوان عشق من: آهنگ‌های اصلی، عرضه شده بود، انتشار یافت.